# 去增长

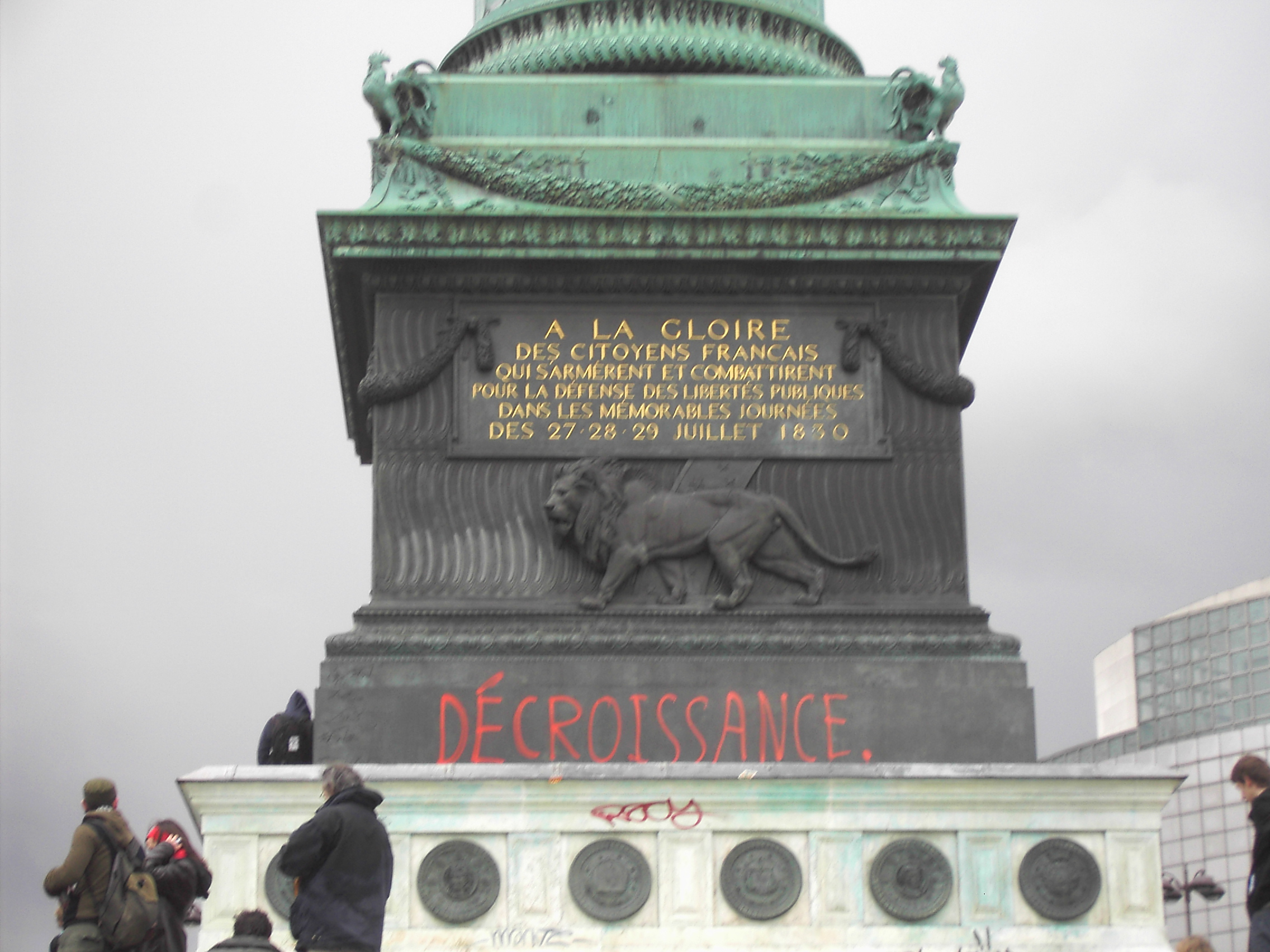
2006年3月28日，抗议者在巴士底广场前的雕像上喷涂去增长（décroissance）的涂鸦字样

去增长（英語：degrowth）是一种政治经济理论，主张发达国家应停止对经济增长的片面追求，通过减缓经济增长达成一种可持续发展的稳态经济。
根据去增长理论，人类无限制的扩张已经对自然环境造成了严重破坏，已開發國家应通过减少生产与消费令经济规模停留在地球的承受范围内。去增长理论强调工作分享、自治、自我组织、地方主义，以及幸福等概念。

## 起源
当代去增长运动的理论基础可追溯到罗马尼亚裔美国数学家尼古拉斯·乔治埃斯库-罗根的学说。尼古拉斯将“熵”的概念引入经济学中，借此说明他的观点：人类的活动造成能量与物质的消耗，无限制的经济发展造成生态灾难的发生；人类应停止对经济增长的片面追求，改为追求一种幸福而非物质丰裕的生活，即去增长模式。后来，尼古拉斯·乔治埃斯库-罗根的作品被翻译成法语，在法国引发反响，为当代去增长运动的滥觞。21世纪初，去增长运动的概念又从法国重新传回英语世界，在英语中定名为“degrowth”（growth意为增长，de-意为去除、减少）。